# María Meleck Vivanco
María Meleck Vivanco (Valle de San Javier, Traslasierra, Córdoba, 23 de junio de 1921-Portezuelo, Maldonado, Uruguay, 8 de noviembre de 2010) fue una poeta surrealista argentina.

## Biografía
Los primeros estudios los realizó en un colegio de la ciudad aldea Dolores. Fue una chica solitaria que disfrutaba del aislamiento y escribió sus primeros versos en la pizarra escolar. Como ella mismo dijo en una entrevista: "Ya entonces empezaba a enamorarme del lenguaje abstracto con las imágenes irreverentes que constituirían mi atmósfera, mi propia respiración".
Gracias a la biblioteca de su padre accedió a obras de Gabriela Mistral, Alfonsina Storni, Delmira Agustini, Víctor Hugo, Rubén Darío,  Almafuerte, etc. En aquella época le marcaron los libros del escritor José María Vargas Vila, Aura o las Violetas, Ibis, Rosas de la tarde y Flor de Fango, todos ellos prohibidos por su alto contenido sensual e inspiradores para la poeta.
En 1948, conoció al que fue su marido, Luis Guaraglia y con quien tuvo un hijo y una hija.

## Trayectoria
María Maleck llegó a Buenos Aires en 1943, siguiendo a su amiga y poeta Ana Teresa Fabani que residía allí y quien le presentó a Alfredo Martínez Howard, el poeta que la introdujo en el primer grupo surrealista.
En este grupo conoció a Enrique Molina, Carlos Latorre, Francisco Madariaga, a Telo Castiñeira de Dios y a Alfonso Sola González, así como a otras personas de la cultura como Olga Orozco, Javier Villafañe o al periodista Jacobo Tímerman.
Durante los años 1945 y 1946, el grupo se aproximó a Aldo Pellegrini, Oliverio Girondo y Norah Lange. En sus reuniones se hablaba de radicalismo, socialismo y política de ultraizquierda. Sentían fascinación por la figura de Trosky y admiraban sobre todo el surrealismo francés de André Bretón y sus manifiestos.
Si bien la presencia de mujeres en los diferentes grupos surrealistas franceses y europeos en general fue fundamental, en el primer movimiento surrealista argentino que conformó Aldo Pellegrini no hubo ninguna mujer, hasta que incluyó a María Meleck.

### Estilo
Dijeron de ella:

Los poemas de María Meleck Vivanco son como el deseo inhallable en el carozo de la locura. La lujuria  y sus destellos, salvando fechas, memorias y palabras en remolinos sobre el polvo de la  tierra. Reproducen la fiesta de los cuerpos y la frontera de los corazones abandonados. Grieta en el mar, en constante ebullición y penumbra
Enrique Molina

Te ha ponderado el océano, te ha tentado, te ha hecho moradora del faro del inextinguible dolor, ha trastornado el jardín de tus antiguas rosas y te ha enrolado en la Legión Extranjera de los sonidos del bajo fondo de los tembladerales de la vida-muerte. Tu condenaciones cántico, y has llegado casi  hasta el borde de la esperanza desesperanzada, esa mulata rigurosa que vela con los ojos cruzados de miel solar y entiende de las leyes de la condena
Francisco Madariaga

## Obras
- Taitacha Temblores  Arequipa Perú, 1956.Premio Libro de Oro – Lima - Perú.
- Memorias y ausencias Buenos Aires,1966. Edición de la autora.
- Hemisferio de  la Rosa Editorial Francisco A. Colombo. Buenos Aires,1973
- Rostros que nadie toca  Ed. Francisco A. Colombo. Buenos Aires, 1979. Premio Fundación Oliverio Girondo
- Los Infiernos Solares  Ed. Fundación Para La Poesía. Buenos Aires, 1988.
- Balanzas de Ceremonias Ediciones Último Reino Buenos Aires,1992.
- Canciones para Ruanda Ediciones de La Sociedad de los Poetas Vivos. Colección de poesía elefante en el bazar .Buenos Aires,1996.
- María Meleck Vivanco, Antología Poética. Buenos Aires,2008.
- 41 Poetas Argentinos Contemporáneos. Fondo Nacional de las Artes Coordinada por Esteba Moore[3]
- Mar de Mármara (alucinaciones del azar) póstumo + 2.ª edición de Canciones para Ruanda.[4] Ediciones “la Mariposa y la Iguana” Buenos Aires, 2011.
- Plaza Prohibida[5] ( 1975) Edición Póstuma Baldíos en Lengua. Buenos Aires Editor Nicolás Antonioli. Colección Plaza Prohibida 2.º premio Municipal de la ciudad de Buenos Aires, 1978.

Tiene inéditos  La Moneda Animal, Bañados de Sereno, Mi Primitiva Cruza y  Los regalos de la locura.

## Premios
- Libro de Oro, (Perú), 1956
- 2º Premio "Municipal de la Ciudad de Buenos Aires", 1978
- 1º Premio "Fundación para la Poesía Argentina", Bs. As.  1988
- "Fondo Nacional de las Artes", Bs. As. 1991
- Nominación por Argentina en "UNICEF"  (U.S.A), 1996
- "Universidad de Letras" de La Habana, 1997
- Fundación "Sociedad de Los Poetas Vivos", Bs. As. 1998.

Representó a la poesía argentina en el "3er. Congreso Latinoamericano de Mujeres Escritoras" en la Universidad de Ottawa en 1978 y  fue  invitada al "Congreso Internacional del Surrealismo en el 3er Milenio" Roma en 1999. 